# 디알젬
디알젬(영어: Drgem)은 경기도 광명시에 본사를 둔 엑스레이 제조 기업이다.

## 연혁

### 2000년대
- 2003.09: ㈜디알젬 설립
- 2005.02: 기업부설연구소(방사선영상기술연구소) 설립, Cone Beam Micro CT 개발
- 2005.10: 벤처기업 인증, 2005 대한민국기술대전 산자부장관 우수상 수상
- 2005.12: BGA 검사용 Tomosysthesis 개발
- 2007.03: X-ray 제너레이터 개발 (GXR-32, GXR-40)
- 2007.04: X-ray 제너레이터 미국 FDA device listing
- 2007.10: X-ray 제너레이터 개발 (GXR-52, GXR-68, GXR-82)
- 2008.02: UL 인증 획득, X-ray 제너레이터 (GXR-32, GXR-40)
- 2008.03: 의료기기 제조품목허가, GXR-S
- 2008.04: ISO 13485/ISO 9001 인증, 의료기기 제조업 허가, CE 인증 획득(GXR-32,GXR-40)
- 2008.11: CE 인증 획득, GXR-S , X-ray 제너레이터 GXR-52, GXR-68, GXR-82
- 2009.04: KGMP 인증 획득, USTC 인증 획득, X-ray 제너레이터
- 2009.05: CE 인증 획득, VXR
- 2009.06: 동물용 제조업 허가, VXR 제조품목허가
- 2009.08: CE 인증 획득, XPS-B
- 2009.10: USTC 인증 획득, XPS-B

### 2010년대
- 2010.01: CE 인증 획득, DIAMOND
- 2010.03: CSA 인증 획득, X-ray 제너레이터 (GXR-32, GXR-40)
- 2010.06: CE 인증 획득, MXR-35
- 2010.07: CE 인증 및 CSA 인증, GXR-C/U/CS/US
- 2010.11: CSA 인증 획득, MXR-35
- 2010.12: FDA 510(K)획득, DIAMOND
- 2011.12: CSA 인증 획득, DIAMOND
- 2012.06: 본사 및 공장 이전(경기도 광명시 하안로 60 광명테크노파크 E동 7층, 현위치)
- 2012.08: CSA 인증 획득, Patient Table(PBT-4, PBT-6), Tube Stand
- 2012.09: CSA 인증 획득, Tube Stand(TS-FC6, FM6), Wall Bucky Stand(WBS)
- 2013.02: 국내 삼성전자와 진단용 X-ray 시스템 공급 계약체결
- 2013.04: CE 인증 획득, 진단용 디지털 X-ray 시스템 GXR-SD, 의료영상획득장치 ACQUIDR
- 2013.05: 일본 FUJIFILM과 진단용 X-ray 시스템 공급 계약체결
- 2013.09: CE 인증 획득, Mobile 디지털 X-ray 시스템 TOPAZ
- 2013.12: 일천만불 수출의 탑 수상
- 2015.01: 구미공장 완공
- 2015.04: 생산부문 구미공장 입주
- 2015.07: 진단용 디지털 X-ray 시스템 DIAMOND 및 TOPAZ 튀르키예 보건성 800만 달러 입찰수주
- 2015.10: 호주 TGA 제품등록, GXR-S and GXR-SD
- 2016.01: 중국 법인 설립
- 2016.07: CSA 인증 획득, Mobile 제너레이터 SMG-40
- 2016.10: 원자력 안전기술원 RG 설계승인 획득, 당사 전제품
- 2016.11: CSA 인증 획득, Mobile table (PBT-1)
- 2016.11: 진단용 디지털 프리미엄 X-ray 시스템 및 TOPAZ 튀르키예 보건성 1,028만 달러 입찰수주
- 2016.12: 이천만불 수출의 탑 수상, CSA 인증 획득, Wall Bucky Stand (WBS-TA)
- 2017.01: 창사 이래 누적수출 1억 달러 달성
- 2017.03: 김천 산업2단지 토지 분양
- 2017.03: 일본 FUJIFILM사 지분투자 유치
- 2017.05: USTC 인증 획득, 동물용 X-ray 시스템 (VXR-40, VXR-32)
- 2017.06: USTC 인증 획득, Digital Imaging 시스템 ACQUIDR
- 2017.09: 진단용 X-ray 시스템 GXR-52S 튀니지 보건복지부 170만 달러 입찰수주
- 2017.10: 진단용 X-ray 시스템 GXR-82SD 프리미엄 튀르키예 보건복지부 131만 달러 입찰수주
- 2017.12: 삼천만불 수출의 탑 수상, 수출의 날 대표이사 국무총리 표창 수상
- 2018.04: 글로벌강소기업 선정
- 2018.05: X-ray Generator 누적 1만대 생산 달성
- 2018.07: KDB산업은행 Global Challengers 200 기업 선정
- 2018.09: CE 인증 획득, Mobile X-ray 시스템 JADE
- 2018.11: 코스닥 시장 상장
- 2019.02: FDA 510(K)획득, Mobile X-ray system (JADE)
- 2019.03: FDA 510(K)획득, Digital Imaging Software (RADMAX)
- 2019.03: KIMES 정부 포상, 국회 보건복지위원회 표창
- 2019.03: CFDA 획득, TOPAZ
- 2019.05: FDA 510(K)획득, Mobile X-ray system (TOPAZ)
- 2019.05: AP SYSTEM  출시 : CE인증 획득
- 2019.09: 부산영업지점 설립
- 2019.09: FDA 510(K)획득, GXR-S/CS/US and GXR-SD/CSD/USD ,DIAMOND
- 2019.09: 자사주 취득 신탁계약 체결(15억)

### 2020년대
- 2020.01: 도미니카 공화국 BP MEDICAL사 TOPAZ (모바일 엑스레이 장비) 공급계약(약20억)
- 2020.03: 중국 법인: 중국 현지 TOPAZ 26대 최초 납품
- 2020.04: CE인증 획득, 진단용 X-ray 시스템 GXR-ES
- 2020.04: 영국 MIS사 TOPAZ(모바일 엑스레이 장비) 공급계약(약63억)
- 2020.04: 미국 First Source사 JADE(모바일 엑스레이 장비) 공급계약(약34억)
- 2020.05: UNOPS TOPAZ-32D/40D 납품계약
- 2020.07: 브라질 보건부 위생감시국(ANVISA)의 의료기기 품목허가 취득(GXR-S/CS/US series/ACQUIDR)
- 2020.08: 러시아 GOST 획득 : DIAMOND
- 2020.11: CE인증 획득, 진단용 X-ray 시스템 GXR-ECS
- 2020.12: 칠천만불 수출의 탑 수상
- 2021.03: CE 인증 획득, FDR Smart FGXR-ZS
- 2021.05: 김천공장 신규시설 투자
- 2021.05: 브라질 보건부 위생감시국(ANVISA)의 의료기기 품목허가 취득(TOPAZ-32D / TOPAZ-40D)
- 2021.06: 브라질 보건부 위생감시국(ANVISA)의 의료기기 품목허가 취득(JADE-32 / JADE-40)
- 2021.07: DRGEM AMERICA Inc. (Missouri) 신규 설립
- 2021.10: WHO Paho TOPAZ-40D 납품
- 2021.11: 자기주식취득결정(20억원)
- 2022.02: 김천공장 신규시설 투자 증대 결정
- 2022.05: DRGEM AMERICA Inc.(Texas) 신규 설립
- 2022.05: 멕시코 COFEPRIS 인증 획득 GXR-S/CS/US
- 2022.06: 멕시코 COFEPRIS 인증 획득 TOPAZ
- 2023.06: 도미니카 공화국 정부 입찰 $4.2M 수주
- 2023.06: 멕시코 COFEPRIS 인증 획득 GXR-SD/CSD/USD
- 2023.06: DRGEM AMERICA Inc. (Missouri) 청산
- 2023.07: 튀르키예 정부 입찰 $2.8M 수주
- 2023.09: 멕시코 COFEPRIS 인증 획득 ACQUIDR
- 2023.09: 김천공장 준공[3]
- 2023.09: 김천공장 RG 생산허가
- 2023.09: FDA 인증 GXR-ES/ECS
- 2023.09: 김천공장 동물용 의료기기 제조업허가
- 2023.09: 김천공장 KGMP 인증 획득
- 2023.10: 멕시코 COFEPRIS 인증 획득 JADE
- 2023.10: 김천공장 ISO 13485 인증 획득
- 2023.11: 김천공장 ISO 9001 / 14001 / 45001 인증 획득
- 2024.04: CSA 인증 획득, GXR-SD Deluxe System 옵션 인증 추가
- 2024.04: 국내 및 FDA GXR-E40S Essential System 옵션 인증 추가
- 2024.05: 김천공장 브라질 BGMP 인증 획득
- 2024.06: GEMPACS FDA 인증 획득
- 2024.07: 한국무역보험공사 수출성장 플래닛 샤이닝 스타 선정
- 2024.08: 자기주식취득결정(10억원)
- 2024.10: 스위스 MedDO 전 모델 인증 획득
- 2024.10: GEMPACS CE 인증 획득